# Карлссон, Эйнар
Эрик Давид Эйнар Карлссон (швед.  Erik David Einar Karlsson ; 1 сентября 1908, Стокгольм, Швеция — 17 февраля 1980, Стокгольм, Швеция) — шведский борец греко-римского и вольного стилей, бронзовый призёр Олимпийских игр, неоднократный призёр чемпионатов Европы по греко-римской борьбе, бронзовый призёр Олимпийских игр по вольной борьбе, восьмикратный чемпион Швеции (1931, 1933, 1934 по греко-римской, 1932, 1937, 1939—1941 по вольной борьбе)  

## Биография
Начал заниматься борьбой в стокгольмском клубе Djurgardens будучи подростком. В 1929 году вошёл в состав сборной Швеции по борьбе, в 1931 стал чемпионом Швеции по греко-римской борьбе.  
На Летних Олимпийских играх 1932 года в Лос-Анджелесе боролся по вольной борьбе в весовой категории до 61 килограмма (полулёгкий вес). По регламенту турнира борец получал в схватках штрафные баллы. Набравший 5 штрафных баллов спортсмен выбывал из турнира. В полулёгком весе борьбу вели 10 борцов.
Эйнар Карлссон добрался до финала на втором месте. В случае победы над Херманни Пихлаямяки по очкам, золотая и серебряная медали разыгрывались бы между Карлссоном и американцем Эдом Немиром. В случае чистой победы, Карлссон становился чемпионом. Любое поражение отбрасывало Карлссона на третье место, что и произошло.   
| Выступление на Олимпийских играх 1932 года | Выступление на Олимпийских играх 1932 года | Выступление на Олимпийских играх 1932 года | Выступление на Олимпийских играх 1932 года | Выступление на Олимпийских играх 1932 года | Выступление на Олимпийских играх 1932 года | Выступление на Олимпийских играх 1932 года |
| Круг                                       | Соперник                                   | Страна                                     | Результат                                  | Баллы                                      | Всего баллов                               | Время схватки                              |
| ------------------------------------------ | ------------------------------------------ | ------------------------------------------ | ------------------------------------------ | ------------------------------------------ | ------------------------------------------ | ------------------------------------------ |
| 1                                          | Джозеф Тейлор                              | Великобритания                             | Победа По очкам                            | -1                                         | -1                                         |                                            |
| 2                                          | Итиро Хатта                                | Япония                                     | Победа По очкам                            | -1                                         | -2                                         |                                            |
| 3                                          | Янис Фармакидис                            | Греция                                     | Победа По очкам                            | -1                                         | -3                                         |                                            |
| 4                                          |                                            |                                            |                                            | -1                                         | -3                                         |                                            |
| Финал                                      | Херманни Пихлаямяки                        | Финляндия                                  | Поражение Туше                             |                                            |                                            |                                            |

После олимпийских игр сконцентрировался на греко-римской борьбе. В 1933 году завоевал звание вице-чемпиона Европы по греко-римской борьбе, в 1934 году получил «бронзу» чемпионата Европы по греко-римской борьбе. В 1935 году остался без медалей.
На Летних Олимпийских играх 1936 года в Берлине боролся в соревнованиях по греко-римской борьбе в категории до 61 килограмма (полулёгкий вес); титул оспаривали 19 человек. Турнир проводился по прежним правилам с начислением штрафных баллов.
После пятого круга, перед финальным кругом занимал первое место. Между тем, в финальном круге сложилась следующая ситуация. В финал вышли Карлссон (3 штрафных балла), финн Аарне Рейни и турок Яшар Эркан (у обоих по четыре штрафных балла), при этом Эркан в пятом круге проиграл Рейни. В финале встречались Карлссон и Рейни, при этом, в случае  любой победы Карлссона, он выходил на первое место, в случае любого поражения опускался на третье. Рейни же мог рассчитывать на золотую медаль только в случае чистой победы; в случае победы по очкам, он получал штрафной балл и проигрывал Эркану. Так и произошло: Рейни смог одолеть Карлссона только с небольшим преимуществом, в результате Карлссон отправился на третье место, а Эркан, проигравший Рейни, занял высшую ступень пьедестала.   
| Выступление на Олимпийских играх 1936 года | Выступление на Олимпийских играх 1936 года | Выступление на Олимпийских играх 1936 года | Выступление на Олимпийских играх 1936 года | Выступление на Олимпийских играх 1936 года | Выступление на Олимпийских играх 1936 года | Выступление на Олимпийских играх 1936 года |
| Круг                                       | Соперник                                   | Страна                                     | Результат                                  | Баллы                                      | Всего баллов                               | Время схватки                              |
| ------------------------------------------ | ------------------------------------------ | ------------------------------------------ | ------------------------------------------ | ------------------------------------------ | ------------------------------------------ | ------------------------------------------ |
| 1                                          | Эрнст Леманн                               | Швейцария                                  | Победа Туше                                | 0                                          | 0                                          | 15:14                                      |
| 2                                          | Хидэити Ёсиока                             | Япония                                     | Победа По очкам                            | 3-0 -1                                     | -1                                         |                                            |
| 3                                          | Хенрик Шлазак                              | Польша                                     | Победа По очкам                            | 3-0 -1                                     | -2                                         |                                            |
| 4                                          | Дьюла Мори                                 | Венгрия                                    | Победа Туше                                | 0                                          | -2                                         |                                            |
| 5                                          | Себастьян Геринг                           | Нацистская Германия                        | Победа По очкам                            | 3-0 -3                                     | -3                                         |                                            |
| 6                                          | Аарне Рейни                                | Финляндия                                  | Поражение По очкам                         | 1-2 -2                                     | -5                                         |                                            |

В 1937 году завоевал ещё одну бронзовую медаль чемпионата Европы. 
Умер в 1980 году